# 哈尔滨电气集团
哈尔滨电气集团公司，简称哈电集团，是中国大型中央企业，位于中华人民共和国黑龙江省哈尔滨市，由中国“一五计划”期间前苏联援建的156项重点建设项目的6项沿革发展而来。

## 哈尔滨电气股份有限公司
哈爾濱電氣股份有限公司（港交所：1133），是哈电集团子公司，前身哈爾濱動力股份有限公司，簡稱哈電股份、哈電，從事各種發電設備的生產、銷售及發電站工程服務業務。哈電在1994年經中國國務院批准成立，並在同年於香港交易所上市。它下轄哈爾濱電機廠有限責任公司、哈爾濱鍋爐廠有限責任公司、哈爾濱汽輪機廠有限責任公司、哈爾濱電站工程有限責任公司等。
2018年12月，哈尔滨电气集团公司以4.56港元（1,030,952,000股內資股）把哈爾濱電氣股份有限公司私有化，總代價為30.8060億港元，原因受節能方面大大提高，加上交投欠佳。
2019年5月7日，在股東大會通過後，哈爾濱電氣股份有限公司原有股份在2019年6月19日撤銷上市。由于收购要约有效接纳书数量未达90%门槛，2019年7月19日公司宣布私有化失败。